# ناوزه سانتانا
ناوزه سانتانا (انگلیسی: Nauzet Santana؛ زادهٔ ۸ آوریل ۱۹۹۴) بازیکن فوتبال اهل اسپانیا است.
از باشگاه‌هایی که در آن بازی کرده‌است می‌توان به باشگاه ورزشی تنریف اشاره کرد.